# Sandillon
Sandillon – miejscowość i gmina we Francji, w Regionie Centralnym, w departamencie Loiret.
Według danych na rok 1990 gminę zamieszkiwało 3000 osób, a gęstość zaludnienia wynosiła 73 osoby/km² (wśród 1842 gmin Regionu Centralnego Sandillon plasuje się na 113. miejscu pod względem liczby ludności, natomiast pod względem powierzchni na miejscu 155.).